# François Suchanecki
François Suchanecki (ur. 23 grudnia 1949 w Bazylei) – szwajcarski szpadzista pochodzenia polskiego, dwukrotny medalista olimpijski i trzykrotny medalista mistrzostw świata.
Na igrzyskach olimpijskich w Monachium w 1972 roku reprezentacja Szwajcarii w składzie: Guy Evéquoz, Peter Lötscher, Daniel Giger, Christian Kauter i François Suchanecki zdobyła srebrny medal w turnieju drużynowym. Indywidualnie nie startował. Na rozgrywanych cztery lata później igrzyskach olimpijskich w Montrealu wspólnie z Christianem Kauterem, Michelem Poffetem, Danielem Gigerem i Jean-Blaise Evéquozem wywalczył drużynowo brązowy medal. W zawodach indywidualnych zajął 22. miejsce. Podczas igrzysk olimpijskich w Los Angeles w 1984 roku zajął dziewiąte miejsce drużynowo. Znalazł się także w kadrze Szwajcarii na igrzyska olimpijskie w Seulu w 1988 roku, jednak ostatecznie nie wystartował w żadnej konkurencji.
Podczas mistrzostw świata w Buenos Aires w 1977 roku Szwajcarzy w składzie: Daniel Giger, Patrice Gaille, Christian Kauter i François Suchanecki zdobyli srebrny medal w zawodach drużynowych. W tej samej konkurencji Suchanecki zdobywał następnie srebrny medal na mistrzostwach świata w Clermont-Ferrand (1981) oraz brązowy na mistrzostwach świata w Melbourne (1979).